# Leszek Spaliński
Leszek Mirosław Spaliński (ur. 19 sierpnia 1951) – polski przedsiębiorca, dziennikarz i urzędnik państwowy, w latach 1994–1995 rzecznik prasowy prezydenta RP Lecha Wałęsy.

## Życiorys
Absolwent Wydziału Prawa i Administracji Uniwersytetu Warszawskiego. Do 1982 zatrudniony w redakcji „Sztandaru Młodych”, po stanie wojennym został zweryfikowany negatywnie. Następnie pracował w gazecie „Nowa Wieś”, gdzie był szefem działu rolnego, współpracował również z „Tygodnikiem Powszechnym” i NSZZ Rolników Indywidualnych „Solidarność”. Pomiędzy 1990 a 1992 dziennikarz i zastępca redaktora naczelnego w „Życiu Warszawy”, potem do 1994 szef działu rolnego w Telewizji Polskiej, a w 1994 członek redakcji publicystycznej TVP.
29 sierpnia 1994 został rzecznikiem prasowym Prezydenta RP w miejsce Andrzeja Drzycimskiego, choć nigdy wcześniej nie pełnił takiej funkcji. 1 listopada 1994 mianowany także podsekretarzem stanu w Kancelarii Prezydenta. Zasłynął porównaniem swojej pracy do sapera: „Porównuję się do sapera. Rozbrajam różne miny i wiem, że na którejś z kolei wylecę. W polityce tak powinno być. Kto popełnia błąd, musi odejść”. Z funkcji został zdymisjonowany z dniem 31 sierpnia 1995, zastąpił go Marek Karpiński.
Został później od lipca 1999 do grudnia 2001 prezesem Zakładów Mięsnych Łmeat-Łuków SA. W 2002 roku kandydował w wyborach samorządowych na burmistrza Radzymina z ramienia KWW Przymierze Radzymińskie, otrzymując 14,96% głosów.